# Faisselle
Faisselle is een naam die gebruikt wordt voor een Franse kaas, een fromage blanc. In Nederland zou dit product waarschijnlijk niet onder de kazen vallen, het heeft meer weg van kwark, maar is minder zuur en vetter dan de Nederlandse kwark. De kaas heeft veel weg van de Italiaanse Mascarpone.
De naam faisselle slaat eigenlijk niet op de kaas, maar op de verpakking. Een faisselle is een geperforereerde vorm die in het kaasmaak-proces gebruikt wordt om de wei van de kaas te scheiden. De juiste naam voor deze kaas is dan ook “fromage en faisselle”, kaas die in de vorm verkocht wordt.
Een duidelijk gedefinieerd productiegebied voor deze kaas is niet aan te wijzen, dergelijke kaas wordt op meerdere plaatsen in Frankrijk gemaakt.